# ألديمير ألكانتارا
ألديمير ألكانتارا (بالبرتغالية: Ademir Bernardes de Alcântara‏) هو لاعب كرة قدم برازيلي في مركز الوسط، ولد في 17 ديسمبر 1962 في مانداغواسو في البرازيل. لعب مع فيتوريا دي غيماريش ونادي إنترناسيونال ونادي بنفيكا ونادي بوافيشتا ونادي كوريتيبا ونادي ماريتيمو ونادي موجي ميريم.

## وصلات خارجية
- ألديمير ألكانتارا على موقع قاعدة بيانات كرة القدم.إي يو (الإنجليزية)
- ألديمير ألكانتارا على موقع عالم كرة القدم.نت (الإنجليزية)